# Mack of the Century...Greatest Hits
Mack of the Century...Greatest Hits – druga kompilacja muzyczna amerykańskiego rapera Too $horta wydana w 2006 roku. Na płycie znajdują się największe przeboje rapera z poprzednich albumów.
Składanka jest drugim wydaniem największych hitów rapera. Pierwszym albumem kompilacyjnym był wydany w roku 1993 krążek Greatest Hits, Vol. 1: The Player Years, 1983–1988.  

## Lista utworów
1. Freaky Tales
2. Dope Fiend Beat
3. Life Is...Too Short
4. I Ain't Trippin'
5. Short But Funky - Too Short, Foster, K.
6. The Ghetto
7. I'm a Player - Too Short, Too Short
8. B****** Betty
9. In the Trunk
10. Burn Rubber
11. Cocktales
12. Gettin' It
13. Chosin'